# United States Marine Corps
Het United States Marine Corps (USMC) is het marinierskorps van de Verenigde Staten en onderdeel van de Amerikaanse strijdkrachten.
Hoewel het korps zich oorspronkelijk voornamelijk bezighield met de veiligheid aan boord van oorlogsschepen, en met oorlogvoering door middel van landingen in kustgebieden vanuit zee, heeft het US Marine Corps zich ontwikkeld tot een voor veel doeleinden bruikbare, elite-eenheid binnen de Amerikaanse strijdkrachten.
Het Marine Corps is het op twee na kleinste van de zes onderdelen van de strijdkrachten (US Army, US Navy, US Air Force, US Marine Corps, US Coast Guard en US Space Force) met 201.031 mariniers in actieve dienst, en 40.000 in de reserve (2009). Alleen de Coast Guard en de Space Force zijn kleiner. Nochtans is het US Marine Corps groter dan de strijdkrachten van veel andere landen. Zo is het groter dan de Britse landmacht.
Het US Marine Corps heeft zijn eigen luchtvaartafdeling (Marine Corps Aviation), dat meer gevechtsvliegtuigen telt dan de luchtmacht van menig land.
Het Corps valt, net als de US Navy, onder het Department of the Navy, dat geleid wordt door een minister (Secretary of the Navy) en een onderminister (Deputy Secretary of the Navy). Het Department of the Navy valt, samen met het Department of the Army en het Department of the Air Force, onder het Department of Defense.

## Geschiedenis
Het Marine Corps werd oorspronkelijk opgericht tijdens de Amerikaanse Onafhankelijkheidsoorlog door het Continental Congress op 10 november 1775 als de "Continental Marines". Zij dienden als de landingtroepen voor de een paar maanden eerder opgerichte Continental Navy. Aan het eind van de onafhankelijkheidsoorlog in april 1783, werden de Continental Marines ontbonden. Op 11 juli 1798 werd het huidige US Marine Corps opgericht door een besluit van het Amerikaanse Congres. Niettegenstaande de onderbreking, viert het Marine Corps jaarlijks zijn oprichting op 10 november.
Het motto van de Marines is "semper fidelis" wat "altijd trouw" betekent.